# Фреди Кинг
Фреди Кинг (на английски: Freddie King) е влиятелен американски блус китарист и певец. Той е често цитиран като един от „Тримата крале“ (на английски: king означава 'крал') на електрическата блус китара, редом с Албърт и Би Би Кинг.
Фреди използва като източник на стила си теченията от Тексас и Чикаго, и е един от първите блусмени с многорасова подкрепяща банда на живите си изпълнения. Той е известен с хитовете си Have You Ever Loved A Woman от 1960 година, както и хита от Топ 40 Hide Away (1961 г.). Получава признание за албуми като ранните, наситени с инструменталност Let's Hide Away and Dance Away with Freddy King (1961) и по-късния Burglar (1974), в който Кинг показва зрялост и майсторство както като изпълнител, така и като певец, в разнообразни блус и фънк стилове.
Славата на Кинг като китарист се разнася след хитове за Федерал Рекърдс от началото на 60-те. Той вдъхновява музиканти като Джери Гарсия, Дики Бетс, Стиви Рей Вон и брата на последния, Джими Вон. Неговото влияние е почувствано и в Обединеното кралство, като негови записи са кавърирани от блус творци като Ерик Клептън, Питър Грийн, и Чикън Шак. Той е удостоен с място в Залата на славата на рокендрола през 2012 година.